# 4A busz (Nagykanizsa)
A nagykanizsai 4A jelzésű autóbusz az Autóbusz-állomás és a Kiskanizsa, Bornemissza utca megállóhelyek között közlekedik. A járatot a Volánbusz üzemelteti.

## Közlekedése
Mindennap közlekedik, a 4-es busz kiegészítésére. Egyes járatok nem érintik a Kiskanizsa, Nagyrác, forduló megállóhelyet.

## Útvonala
| Kiskanizsa, Bornemissza utca felé | Autóbusz-állomás felé |
| --- | --- |
| Autóbusz-állomás – Kalmár utca – Király utca – Vár utca – Bajcsy-Zsilinszky út – Varasdi utca – Kisrác utca – Nagyrác utca – Kiskanizsa, Nagyrác, forduló – Nagyrác utca – Tőzike utca – Dobó István utca – Bornemissza Gergely utca – Kiskanizsa, Bornemissza utca | Kiskanizsa, Bornemissza utca – Bornemissza Gergely utca – Pivári utca – Tőzike utca – Nagyrác utca – Kiskanizsa, Nagyrác, forduló – Nagyrác utca – Kisrác utca – Varasdi utca – Bajcsy-Zsilinszky út – Vár utca – Király utca – Kalmár utca – Autóbusz-állomás |

## Megállóhelyei
Az átszállási kapcsolatok között a 4-es és 4Y buszok nincsenek feltüntetve!
| 0  | Autóbusz-állomás               | 13 | 2, 6, 6C, 8, 8Y, 10, 10Y, 16, 18, 20, 20Y, 21, 21E, 21Y, C3, C5, C7 | Helyközi autóbusz-állomás, Vásárcsarnok, Kanizsa Plaza, Bolyai János Általános Iskola |
| 2  | Király utca (Korábban: DÉDÁSZ) | 11 | 6, 6A, 6Y, 16, 16A, 41E, C7                                         | Pannon Egyetem - B épület                                                             |
| 3  | Gépgyár                        | 10 | 6, 6A, 6Y, 16, 16A, 41E, C7                                         |                                                                                       |
| 4  | Kiskanizsa, Varasdi utca       | 9  | 6, 6A, 6Y, 16, 16A, 41E, C7                                         |                                                                                       |
| 5  | Kiskanizsa, Kisrác utca        | 8  | 41E, C7                                                             |                                                                                       |
| 6  | Kiskanizsa, Kisrác óvoda       | 7  | 41E, C7                                                             |                                                                                       |
| 7  | Kiskanizsa, Nagyrác iskola     | 6  | 41E, C7                                                             |                                                                                       |
| 9  | Kiskanizsa, Nagyrác, forduló   | 4  | 41E, C7                                                             |                                                                                       |
| 11 | Kiskanizsa, Nagyrác iskola     | 2  | 41E, C7                                                             |                                                                                       |
| 12 | Kiskanizsa, Tőzike utca        | 1  | 41E, C7                                                             |                                                                                       |
| 13 | Kiskanizsa, Bornemissza utca   | 0  | 41E, C7                                                             |                                                                                       |